# Purê

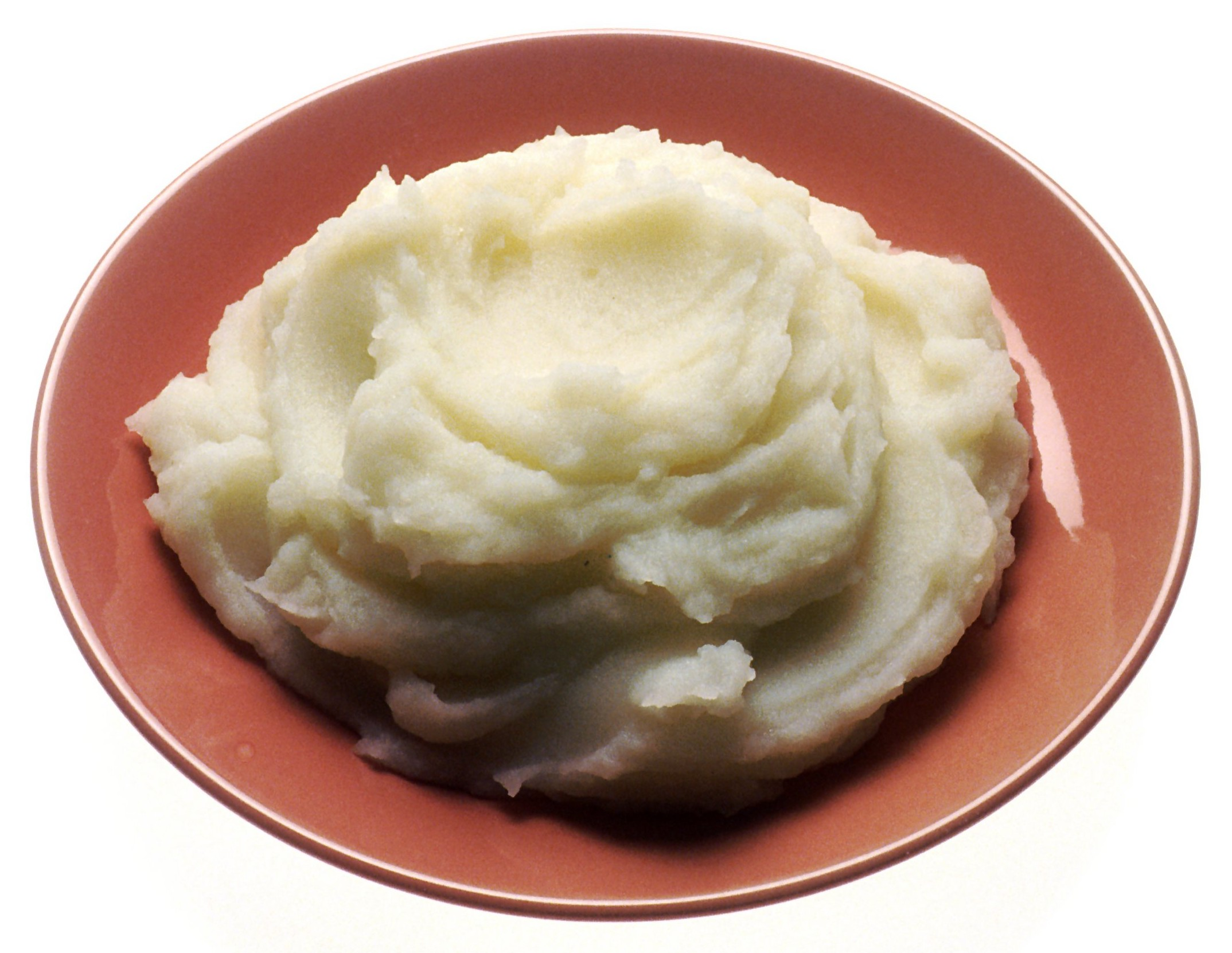
Purê de batata.

O purê (português brasileiro) ou puré (português europeu) (do francês purée) é uma designação para alimentos cozidos - geralmente vegetais, legumes ou frutas - que foram moídos, prensados, misturados, e/ou peneirados para obtenção de uma pasta cremosa de consistência macia ou líquido espesso.
Os purês podem ser feitos em um liquidificador ou processador de alimentos, ou com instrumentos especiais tais como um espremedor de batata, ou forçando o alimento através de um coador, ou simplesmente por esmagamento do alimento em uma panela. Geralmente devem ser preparados, quer antes, quer após a trituração, a fim de melhorar o sabor e a textura, removendo as substâncias tóxicas, e / ou reduzindo o seu teor de água. De acordo com a sua consistência, seja mais ou menos espessa, os purés são consumidos como sopas ou como acompanhamento para carne ou peixe.